# Ak (シンガーソングライター)
ak（エーケー、1964年12月10日 - ）は、日本の女性シンガーソングライター。本名はアケミ・クリビット（Akemi Krivit）、旧活動名・旧姓名は柿原 朱美（かきはら あけみ）で、「ak」はそのイニシャル。愛称はカッキー。
広島県福山市出身、ニューヨーク在住。ユニバーサルミュージック所属。

## 来歴・人物
- 最終学歴は、日本大学芸術学部音楽科ヴィオラ学科卒業。血液型はB型。
- 幼少期、洋楽ファンの父親の影響で子供の頃から洋楽を聞く。中学から作詞を、高校から作曲を始める。
- 1986年、ポリスターからフィンランドで録音したLP盤「MOI」とシングル「さよならなんていわないで」でデビュー、8枚のスタジオアルバムを残しつつ、今井美樹、原田知世などに楽曲提供する。
- 1998年、東芝EMI（現・ユニバーサルミュージック傘下のEMI RECORDS）へ移籍、現在も籍を置く。
- 1999年、インターネットラジオ「i-Radio」の配信を開始。
- 2001年、ニューヨークへ移住、アーティスト名を「ak」に変更。
- 2007年11月1日、ハウスDJのダニー・クリビットにプロポーズされ婚約。
- 2008年9月21日、ダニー・クリビットと結婚[1]。

## 近況
- 移籍後、最初のアルバムをロンドンに渡って制作、続く移籍第二弾はロサンゼルスで制作、現在は先述の通り、ニューヨークを拠点に音楽活動を続けている。
- 作風は、R&B、ヒップホップ、ハウスを取り入れたものへと変化しており、現地のミュージシャンとともにリミックスアルバムを作ったりしている。
- 静岡エフエム放送（K-MIX）では、ラジオ番組「TNC REAL NEW YORK STYLE」（毎週土曜、収録はニューヨーク）を担当していた。

## ディスコグラフィ

### アルバム
ポリスター時代
- MOI（1986年5月25日）
- face to face（1991年5月25日）
- living together（1992年3月25日）
- 'wish'（1993年3月25日）
- refile（1993年9月26日、ベスト4曲・今井美樹への提供曲4曲・新曲1曲）
- 太陽の下で（1994年6月25日）
- mermaid kiss（1995年7月26日）
- peace of heaven（1996年9月11日）
- friends in love（1997年9月26日、ベスト盤）

東芝EMI時代
- yes（1998年9月23日）
- dreamin'（1999年12月22日）
- LOVE（2001年8月29日）
- ak remixy（2001年09月27日・リミックス盤）
- ak trilogy（2002年9月26日・ベスト盤）
- SAY THAT YOU LOVE ME - Best of NY Sweet Electro（2010年8月25日・ベスト盤）

### シングル
ポリスター時代
- さよならなんていわないで（1986年04月25日）
- 海辺のレストラン（1986年07月25日）
- FOR YOU FOR ME（1991年10月25日）
- 生まれかわるように（1992年03月25日）
- 愛は見えないけれど（1992年10月25日）
- YOU’RE THE No.1（1994年11月16日）
- SWEET SWEET DREAMS（1995年06月25日）
- POWER OF LOVE（1996年06月26日）
- merry christmas（1996年11月25日、マキシシングル）

東芝EMI時代
- yes（1998年08月26日）
- just you（1999年12月08日、マキシシングル）
- @my best（2001年07月25日、マキシシングル）
- Beautiful You（2022年4月22日、デジタルシングル）[2]

### 楽曲提供
柿原朱美名義。
- 浅香唯
  - 「JOY」 - 作曲（作詞：佐藤純子、編曲：山川恵津子）
  - 「彼女のいちばん長い夜」 - 作曲（作詞：浅香唯、編曲：吉川忠英）
- 一路真輝
「瞳がとじたら」 - 作詞・作曲（編曲：中村暢之）
- 今井美樹
  - 「夏をかさねて」 - 作曲（作詞：佐藤純子、編曲：佐藤準）
  - 「空に近い週末」 - 作曲（作詞：戸沢暢美、編曲：武部聡志）
  - 「地上に降りるまでの夜」 - 作曲（作詞：岩里祐穂、編曲：佐藤準）
  - 「retour」 - 作曲（作詞：今井美樹、編曲：佐藤準）
  - 「泣きたかった」 - 作曲（作詞：今井美樹、編曲：佐藤準）
  - 「冬のマーケット」 - 作曲（作詞：岩里祐穂、編曲：佐藤準）
  - 「黄昏」 - 作曲（作詞：今井美樹、編曲：佐藤準）
  - 「雪の週末」 - 作曲（作詞：岩里祐穂、編曲：久石譲）
  - 「彼はもう来ないでしょう」 - 作曲（作詞：岩里祐穂、編曲：松浦晃久）
  - 「A PLACE IN THE SUN」 - 作曲（作詞：岩里祐穂、編曲：小森茂生）
  - 「Pray」 - 作曲（作詞：岩里祐穂、編曲：菅野よう子）
  - 「A Day In The Life」 - 作曲（作詞：岩里祐穂、編曲：佐藤準）
- 宇都美慶子
「Dear…あなたへ」 - 作曲（作詞：宇都美慶子、編曲：旭純）
- 大西結花
  - 「まぶしい想いにして」 - 作詞・作曲（編曲：倉田信雄）
  - 「昨日よりステキに…」 - 作詞・作曲（編曲：倉田信雄）
- 笠原弘子
「もういちどLove You」 - 作曲（作詞：松宮恭子、編曲：鷺巣詩郎）
- 斉藤由貴
「誰のせいでもない」 - 作曲（作詞：斉藤由貴、編曲：上杉洋史）
- 桜井智
  - 「ICE CUBE NIGHT」 - 作曲（作詞：真名杏樹、編曲：山川恵津子）
  - 「どんぐり」 - 作曲（作詞：真名杏樹、編曲：長岡成貢）
- 佐藤聖子
「Our Song」 - 作曲（作詞：岩里祐穂、編曲：中西康晴）
- 設楽りさ子
  - 「素直になれたら」 - 作詞・作曲（編曲：岡田徹）
  - 「気ままなドライバー」 - 作詞・作曲（編曲：かしぶち哲郎）
- 中森明菜
「BLUE LACE」 - 作曲（作詞：鮎川めぐみ、編曲：山川恵津子）
- 野田幹子
「生まれたての朝」 - 作曲（作詞：野田幹子、編曲：細海魚）
- 原田知世
  - 「冬の妖精」 - 作曲（作詞：安藤芳彦、編曲：崎谷健次郎）
  - 「ひとときの永遠」 - 作曲（作詞：安藤芳彦、編曲：杉山卓夫）
  - 「STEADY BOYS」 - 作曲（作詞：透影月奈・安藤芳彦、編曲：武部聡志）
  - 「バースデイには勇気を出して」 - 作曲（作詞：透影月奈・安藤芳彦、編曲：武部聡志）
  - 「Tears of Joy」 - 作曲（作詞：原田知世、編曲：羽毛田丈史）
- 日髙のり子
「去りゆく想い」 - 作曲（作詞：佐藤純子、編曲：見良津健雄）
- 深津絵里
「かがやき」 - 作詞・作曲
- 松雪泰子
「Stay With Me」 - 作曲（作詞：松雪泰子、編曲：井出靖・太田桜子）
- 皆口裕子
「Without Sugar」 - 作曲（作詞：皆口裕子、編曲：山口龍夫）
- 南野陽子
  - 「ガールフレンドPart2」 - 作曲（作詞：小倉めぐみ、編曲：萩田光男）
  - 「月のファウンテン」 - 作曲（作詞：平出よしかつ、編曲：萩田光男）
  - 「想い出になったから」 - 作曲（作詞：南野陽子、編曲：武沢豊・松浦晃久）
- 森川美穂
  - 「はじめての記憶」 - 作曲（作詞：佐藤純子、編曲：山本健司）
  - 「やさしくなって…」 - 作詞・作曲（編曲：山本健司）
- 芳本美代子
  - 「MY～all in all～」 - 作曲（作詞：MIYOCO、編曲：山川恵津子）
  - 「そうゆうものよっ」 - 作曲（作詞：芳本美代子、編曲：山川恵津子）
  - 「さよなら私の部屋」 - 作曲（作詞：田口俊、編曲：山川恵津子）
- 米光美保
  - 「ミラクル」 - 作詞・作曲（編曲：柿崎洋一郎）
  - 「TOMORROW」 - 作詞・作曲（編曲：柿崎洋一郎）
- りつこ
  - 「Sign of Love」 - 作詞・作曲・編曲
  - 「Eternal Sea」 - 作詞・作曲・編曲
- Romi
  - 「たよりない風景」 - 作曲（作詞：Romi、編曲：鈴木豪）
  - 「Birth」 - 作曲（作詞：Romi、編曲：葦澤伸太郎）
- 鷲尾いさ子
  - 「知らない人」 - 作曲（作詞：石川あゆ子、編曲：萩田光雄）
  - 「コレクター」 - 作曲（作詞：川村真澄、編曲：萩田光雄）

AK名義。
- さくらまや
  - 「奇跡はここにある」 - 作詞・作曲・編曲

## 出演
- もっと過激にパラダイス（NHK-BS2、1993年11月-1994年2月）MC
- TNC REAL NEW YORK STYLE[3]（K-MIX、2004年4月-2011年6月25日・土曜18:00-18:30）